# O Xuão
O Xuão: semanário de caricaturas publicou-se em Lisboa, entre fevereiro de 1908 e julho de 1910, num total de 123 números. Surge logo após o regicídio de 1908 e permanece como publicação crítica  dos últimos tempos da monarquia portuguesa, gerida por João Franco, assumindo-se como publicação de ideias republicanas e anticlericais e usando abusivamente da sátira desenhada e correspondente texto humorístico para denegrir, de uma vez por todas, a esgotada monarquia.
Dirigiu este semanário Estevão de Carvalho coadjuvado por Júlio Dumont. Como principais colaboradores, assinam no Xuão: José do Vale, Augusto José Vieira, Alberto Barbosa, França Borges, Magalhães Lima, Ribeiro de Carvalho, Gomes Leal, Eduardo de Carvalho, Leão Grave, Bernardino Machado e Silva e Sousa.